# Discographie des Melvins
Cette page présente la discographie des Melvins, un groupe de rock des États-Unis. Certains opus qui n'ont été édités qu'à un très petit nombre d'exemplaires ne figurent pas ici.

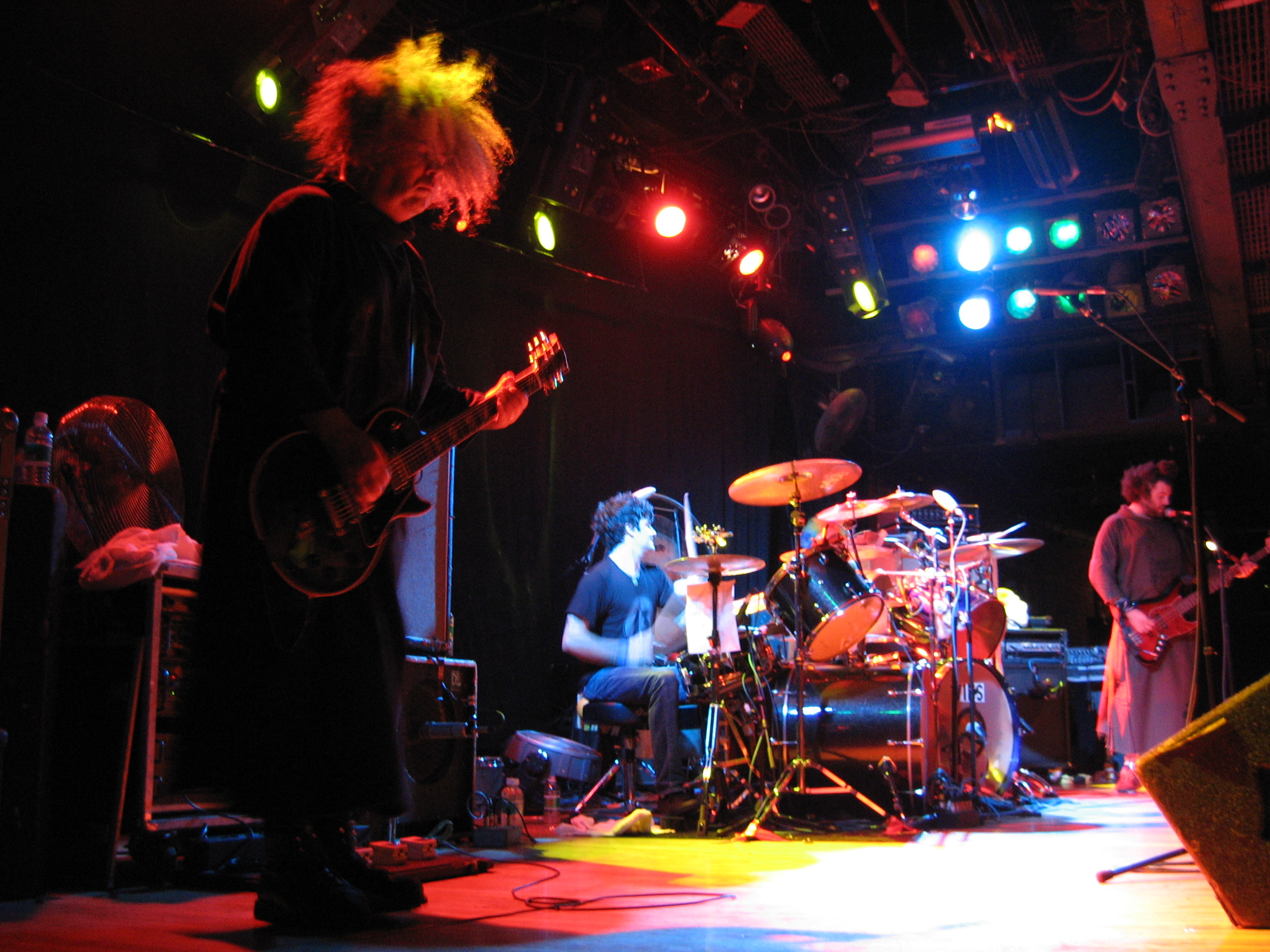
Melvins en concert le 13 octobre 2006.

## Enregistrements

### Albums
| Date de sortie    | Titre                      | Label                       | Référence   |
| ----------------- | -------------------------- | --------------------------- | ----------- |
| 1987              | Gluey Porch Treatments     | Alchemy Records             | VM103       |
| 1989              | Ozma                       | Boner Records               | BR16-2      |
| 1991              | 8 Songs                    | C/Z Records                 | CZ002       |
| 1991              | 10 Songs                   | C/Z Records                 | CZ002       |
| 1991              | Bullhead                   | Boner Records               | BR25-2      |
| 1992              | Joe Preston                | Boner Records               | BR34-2      |
| 1992              | Lysol (aka Melvins)        | Boner Records               | BR35-2      |
| 21 septembre 1993 | Houdini                    | Atlantic Records            | 82532-2     |
| Août 1994         | Prick                      | Amphetamine Reptile Records | AmRep 031   |
| Septembre 1994    | Stoner Witch               | Atlantic Records            | 82704-2     |
| 15 juillet 1996   | Stag                       | Atlantic Records            | 82878-2     |
| 5 mai 1997        | Honky                      | Amphetamine Reptile Records | AmRep 064-2 |
| 17 mai 1999       | The Maggot                 | Ipecac Recordings           | IPC-002     |
| 23 août 1999      | The Bootlicker             | Ipecac Recordings           | IPC-004     |
| 7 février 2000    | The Crybaby                | Ipecac Recordings           | IPC-006     |
| 27 novembre 2000  | Gluey Porch Treatments     | Ipecac Recordings           | IPC-012     |
| 6 février 2001    | Electroretard              | Man's Ruin Records          | MR2002      |
| 15 avril 2002     | Hostile Ambient Takeover   | Ipecac Recordings           | IPC-020     |
| 10 octobre 2006   | (A) Senile Animal          | Ipecac Recordings           | IPC-082     |
| 8 juillet 2008    | Nude with Boots            | Ipecac Recordings           | IPC-105     |
| 1er juin 2010     | The Bride Screamed Murder  | Ipecac Recordings           | IPC-112     |
| 5 juin 2012       | Freak Puke                 | Ipecac Recordings           | IPC-136     |
| 29 avril 2013     | Everybody Loves Sausages   | Ipecac Recordings           | IPC-144     |
| 5 novembre 2013   | Tres Cabrones              | Ipecac Recordings           | IPC-150     |
| 15 octobre 2014   | Hold It In                 | Ipecac Recordings           | IPC-164     |
| 3 juin 2016       | Basses Loaded              | Ipecac Recordings           | IPM-MB1     |
| 7 juillet 2017    | A Walk with Love & Death   | Ipecac Recordings           | IPC-195     |
| 20 avril 2018     | Pinkus Abortion Technician | Ipecac Recordings           | IPC-201     |

### EP (Extended Play)
| Date de sortie  | Titre                  | Label                       | Référence |
| --------------- | ---------------------- | --------------------------- | --------- |
| 1986            | Six Songs              | C/Z Records                 | CZ002     |
| 1991            | Eggnog                 | Boner Records               | BR28-2    |
| 1992            | King Buzzo             | Boner Records               | BR32-2    |
| 1992            | Dale Crover            | Boner Records               | BR33-2    |
| 1992            | Joe Preston            | Boner Records               | BR34-2    |
| 25 août 2007    | Smash The State        | Amphetamine Reptile Records | Scale 109 |
| janvier 2010    | Sludge Glamorous       | From The Nursery Records    | 001       |
| 13 juillet 2010 | Split with Isis        | Hydra Head Records          | HH666-214 |
| Septembre 2010  | Hurray For Me, Fuk You | Amphetamine Reptile Records | Scale --- |
| Mars 2012       | The Bulls and The Bees | Scion A/V                   | SAV 18-12 |
| Septembre 2012  | 1983                   | Amphetamine Reptile Records | Scale --- |
| Juillet 2013    | Gaylord                | Amphetamine Reptile Records | Scale --- |
| 31 octobre 2014 | Bride of Crankenstein  | Amphetamine Reptile Records | AmRep 100 |
| Septembre 2015  | Beer Hippy             | Amphetamine Reptile Records | AmRep 104 |
| Septembre 2018  | Sabbath                | Amphetamine Reptile Records | AmRep 124 |

### Albums live
| Date de sortie    | Titre                                                         | Label                                                   | Référence                                         |
| ----------------- | ------------------------------------------------------------- | ------------------------------------------------------- | ------------------------------------------------- |
| 1991              | Your Choice Live Series Vol.12                                | Your Choice Records                                     | YC-LS 012                                         |
| 1998              | Alive at the F*cker Club                                      | Amphetamine Reptile Records                             | AmRep 072                                         |
| 1999              | Live at Slim's 8-Track Tape                                   | Life is Abuse Records                                   | M 87003                                           |
| 16 avril 2001     | Colossus of Destiny                                           | Ipecac Recordings                                       | IPC-014                                           |
| 1er avril 2002    | Millennium Monsterwork 2000 w/Fantômas                        | Ipecac Recordings                                       | IPC-019                                           |
| 16 mai 2006       | A Live History of Gluttony and Lust Houdini Live 2005         | Ipecac Recordings                                       | IPC-076                                           |
| Août 2008         | Melvins vs. Minneapolis                                       | Amphetamine Reptile Records, Burlesque of North America | Amrep 074, BRLSQ-002                              |
| Printemps 2009    | Pick Your Battles                                             | Bifocal Media                                           | BFM028                                            |
| Mai 2011          | Endless Residency (4-CD box set of the Spaceland live shows.) | Amphetamine Reptile Records, Rock Is Hell Records       | AMREP 082, AMREP 083, AMREP 084, AMREP 085, RIP44 |
| 6 juin 2011       | Sugar Daddy Live                                              | Ipecac Recordings                                       | IPC-126                                           |
| 19 septembre 2013 | Melvins Live at Third Man Records                             | Third Man Records                                       | TMR221                                            |

### Compilations
| Date de sortie    | Titre                                                 | Label                                           | Référence        |
| ----------------- | ----------------------------------------------------- | ----------------------------------------------- | ---------------- |
| 26 août 1997      | Singles 1-12                                          | Amphetamine Reptile Records                     | AmRep 063        |
| 27 novembre 2000  | The Trilogy Vinyl                                     | Ipecac Recordings                               | IPC-011          |
| 11 mars 2003      | 26 Songs                                              | Ipecac Recordings                               | IPC-038          |
| 16 septembre 2003 | Melvinmania: The Best Of The Atlantic Years 1993-1996 | Atlantic Records                                | 5050466574428    |
| 9 mars 2004       | Neither Here Nor There                                | Ipecac Recordings                               | IPC-047          |
| 31 mai 2005       | Mangled Demos from 1983                               | Ipecac Recordings Alternative Tentacles Records | IPC-063 Virus337 |
| 9 octobre 2007    | Manchild 3: The Making Love Demos                     | Bifocal Media                                   | BFM026           |
| 29 septembre 2009 | Chicken Switch                                        | Ipecac Recordings                               | IPC-116          |
| 2010              | Cover Songs                                           | None - Bootleg recording                        |                  |
| 1er juin 2010     | Ipecac Box Set                                        | Ipecac Recordings                               |                  |

### Collaborations
| Date de sortie    | Titre                                              | Label                         | Référence |
| ----------------- | -------------------------------------------------- | ----------------------------- | --------- |
| 1er avril 2002    | Millennium Monsterwork 2000 avec Fantômas          | Ipecac Recordings             | IPC-019   |
| 23 août 2004      | Pigs of the Roman Empire avec Lustmord             | Ipecac Recordings             | IPC-054   |
| 19 octobre 2004   | Never Breathe What You Can't See avec Jello Biafra | Alternative Tentacles Records | Virus300  |
| 26 septembre 2005 | Sieg Howdy! avec Jello Biafra                      | Alternative Tentacles Records | Virus350  |

## Singles
| Date de sortie    | Titre                                                                                      | Label                            | Référence        |
| ----------------- | ------------------------------------------------------------------------------------------ | -------------------------------- | ---------------- |
| 1986              | Outtakes from 1st 7"                                                                       | Do The Right Thing Records       |                  |
| 1987              | Oven/Revulsion/We Reach                                                                    | Leopard Geck-o Records           |                  |
| 1989              | Hate The Police/Symptom Of The Universe (Mudhoney Split-7")                                | Bootleg                          |                  |
| 1989              | Sweet Young Thing Ain't Sweet No More/I Dreamed, I Dream (Steel Pole Bathtub Split-7")     | Boner Records                    |                  |
| 1990              | Love Canal/Someday                                                                         | Slap A Ham Records               | Slap A Ham #13   |
| 1990              | With Yo' Heart, Not Yo' Hands                                                              | Sympathy For The Record Industry | SFTRI 81         |
| 1990              | Your Blessened                                                                             | Slap A Ham Records               | Slap A Ham #2    |
| 1991              | Here She Comes Now/Venus in Furs (Nirvana Split-7")                                        | Communion                        |                  |
| 1992              | Night Goat                                                                                 | Amphetamine Reptile Records      | Scale 44         |
| 1993              | Sawed Off                                                                                  | Gasatanka                        |                  |
| 1993              | Hooch                                                                                      | Rise Records                     |                  |
| 1993              | Honey Bucket                                                                               | Atlantic Records                 | PRCD 5263        |
| 1993              | Lizzy                                                                                      | Atlantic Records                 |                  |
| 1994              | Queen                                                                                      | Atlantic Records                 |                  |
| 1995              | Tora Tora Tora                                                                             | X-Mas Records/Amplified/Atlantic | #X010            |
| 1995              | Revolve                                                                                    | Atlantic Records                 |                  |
| 1996              | Bar-X-The Rocking M                                                                        | Atlantic Records                 |                  |
| 1996              | Interstellar Overdrive                                                                     | Man's Ruin Records               | MR-014           |
| 1996              | The Bit                                                                                    | Atlantic Records                 |                  |
| Janvier 1996      | Lexicon Devil/Pigtro                                                                       | Amphetamine Reptile Records      | Scale 82         |
| Février 1996      | In The Rain/Spread Eagle Beagle                                                            | Amphetamine Reptile Records      | Scale 83         |
| Mars 1996         | Leech/Queen                                                                                | Amphetamine Reptile Records      | Scale 84         |
| Avril 1996        | Way of the World/Theme                                                                     | Amphetamine Reptile Records      | Scale 85         |
| Mai 1996          | It's Shoved/Forgotten Principles                                                           | Amphetamine Reptile Records      | Scale 86         |
| Juin 1996         | GGIIBBYY/Theresa Screams                                                                   | Amphetamine Reptile Records      | Scale 87         |
| Juillet 1996      | Poison/Double Troubled                                                                     | Amphetamine Reptile Records      | Scale 88         |
| Août 1996         | Specimen/All At Once                                                                       | Amphetamine Reptile Records      | Scale 89         |
| Septembre 1996    | Jacksonville/Dallas                                                                        | Amphetamine Reptile Records      | Scale 90         |
| Octobre 1996      | The Bloat/Fast Forward                                                                     | Amphetamine Reptile Records      | Scale 91         |
| Novembre 1996     | Nasty Dogs and Funky Kings/HDYF                                                            | Amphetamine Reptile Records      | Scale 92         |
| Décembre 1996     | How-++=/Harry Lauders Walking Stick Tree/Zodiac (Brutal Truth Split-7")                    | Amphetamine Reptile Records      | Scale 95         |
| 1997              | Barbaraal²                                                                                 |                                  |                  |
| 1998              | I Can't Shake It/Some Girls (Cosmic Psychos Split-7")                                      | Gearhead Magazine                | Gearhead #8 1998 |
| 18 septembre 2000 | Spit It Out                                                                                | Amphetamine Reptile Records      | Scale 100        |
| 15 octobre 2001   | Shit Sandwich ... and you just took a bite                                                 | Amphetamine Reptile Records      | Scale 101        |
| 28 janvier 2003   | Black Stooges/Foaming (Fast Version)                                                       | Ipecac Recordings                | IPC-021          |
| 28 janvier 2003   | Dr. Geek/Return Of The Spiders                                                             | Ipecac Recordings                | IPC-022          |
| 11 février 2003   | Little Judas Chongo/Jerkin' Krokus                                                         | Ipecac Recordings                | IPC-023          |
| 11 février 2003   | The Fool, The Meddling Idiot/Promise Me                                                    | Ipecac Recordings                | IPC-024          |
| 25 février 2003   | The Brain Center At Whipples/Today Your Love, Tomorrow The World                           | Ipecac Recordings                | IPC-025          |
| 25 février 2003   | Foaming/Arnie                                                                              | Ipecac Recordings                | IPC-026          |
| 11 mars 2003      | The Anti-Vermin Seed                                                                       | Ipecac Recordings                | IPC-027          |
| Septembre 2003    | Revolve                                                                                    | Suicide Squeeze Records          | 032              |
| 9 mars 2004       | Message Saved/Thank You!                                                                   | Amphetamine Reptile Records      | Scale 103        |
| 19 mars 2004      | Message Saved/Thank You!                                                                   | Amphetamine Reptile Records      | Scale 103        |
| 24 mars 2006      | PigSkin/Starve Already                                                                     | Amphetamine Reptile Records      | Scale 104        |
| 25 mars 2006      | PigSkin/Starve Already                                                                     | Amphetamine Reptile Records      | Scale 104        |
| 13 décembre 2008  | The Star-Spangled Banner                                                                   | Amphetamine Reptile Records      | Scale 114        |
| Mai 2011          | Black Betty (split 7" with Melvins and Jon Spencer Blues Explosion both covering the song) | Amphetamine Reptile Records      | Scale 121        |
| Mars 2012         | Split 7" with Unsane (Melvins cover Unsane's "Alleged"; Unsane cover Melvins' "The Bloat") | Amphetamine Reptile Records      | Scale 125        |

## Vidéos
| Date de sortie   | Titre                                 | Label             | Référence |
| ---------------- | ------------------------------------- | ----------------- | --------- |
| 1992             | Salad of a Thousand Delights          | Box Dog Video     | BDV002    |
| Août 2008        | Live From London 2006 (w/Fantômas)    | Ipecac Recordings | IPC102    |
| 27 novembre 2015 | Across The USA in 51 Days: The Movie! | Ipecac Recordings | IPC175    |

## Clips
| Date de sortie | Chanson                              | Album                     |
| -------------- | ------------------------------------ | ------------------------- |
| 1992           | "With Teeth"                         | Lysol                     |
| 1993           | "Hooch"                              | Houdini                   |
| 1993           | "Honey Bucket"                       | Houdini                   |
| 1993           | "Lizzy"                              | Houdini                   |
| 1994           | "Queen"                              | Stoner Witch              |
| 1994           | "Revolve"                            | Stoner Witch              |
| 1996           | "Bar-X-The Rocking M"                | Stag                      |
| 1997           | "Mombius Hibachi"                    | Honky                     |
| 2006           | "The Talking Horse"                  | (A) Senile Animal         |
| 2009           | "The Kicking Machine" (Pitchfork TV) | Nude with Boots           |
| 2010           | "Electric Flower"                    | The Bride Screamed Murder |
| 2012           | "The War On Wisdom"                  | The Bulls & The Bees (EP) |
| 2014           | "Warhead" (Venom cover)              | Everybody Loves Sausages  |
| 2016           | "Hideous Woman"                      | Basses Loaded             |

## Autres contributions
| Date de sortie | Titre                                                             | Label                             | Référence  |
| -------------- | ----------------------------------------------------------------- | --------------------------------- | ---------- |
| 1986           | Deep Six various artists                                          | C/Z Records                       | CZ001      |
| 1989           | Peace Through Chemistry various artists                           | Alchemy Records                   |            |
| 1990           | Dope Guns And Fucking In The Streets Volumes 4-7 various artists  | Amphetamine Reptile Records       | AmRep 008  |
| 1991           | It's Your Choice various artists                                  | Your Choice Records               | YC-LS 013  |
| 1991           | Kill Rock Stars various artists                                   | Kill Rock Stars                   | KRS 201    |
| 1992           | Mesomorph Enduros various artists                                 | Big Cat Records                   | ABB36      |
| 1992           | Hard To Believe: A Kiss Covers Compilation various artists        | C/Z Records                       | CZ024      |
| 1992           | International Pop Underground Convention various artists          | K Records                         | KLP11      |
| 1993           | Advanced Alternative Media Vol.1 various artists                  | Advanced Alternative Media        |            |
| 1993           | Gimme Indie Rock Vol.1 various artists                            | K-Tel Records                     | 6453       |
| 1993           | CMJ New Music No. 3 various artists                               | CMJ                               | CMJ-OCT 93 |
| 1994           | 13 Years of Losing Money various artists                          | Gasatanka                         |            |
| 1994           | Tales From The Crypt Presents: Demon Knight various artists       | Atlantic Records                  | 82725-2    |
| 1995           | AmRep Motors 1995 Models various artists                          | Amphetamine Reptile Records       |            |
| 1996           | A Small Circle Of Friends various artists                         | Grass Records                     |            |
| 1997           | Mind The Gap Volume 14 various artists                            | Gonzo Circus                      | GC020      |
| 1997           | Alternative Distribution Alliance Monthly Sampler various artists | Alternative Distribution Alliance |            |
| 1998           | Great Jewish Music: Marc Bolan various artists                    | Tzadik Records                    | TZ 7126    |
| 1999           | Mind The Gap Volume 27 various artists                            | Gonzo Circus                      | GC033      |
| 1999           | Cinema Beer Belly various artists                                 | Hopeless Records                  | CD and DVD |
| 2000           | Runnin' On Fumes! various artists                                 | Gearhead                          |            |
| 2000           | Terror Firmer (soundtrack) various artists                        | Go-Kart Records                   |            |
| 2000           | Live @ Bob's Garage Vol. 1 various artists                        | KISW                              |            |
| 2006           | Suicide Squeeze: Slaying Since 1996 various artists               | Suicide Squeeze Records           |            |
| 2006           | Sleepless In Seattle: The Birth Of GRUNGE various artists         | LiveWire Recordings               | LWR-1012   |
| 2010           | Godlike 2010 by KMFDM                                             | KMFDM Records                     | KMFDM032   |

## Sources
- (en) Cet article est partiellement ou en totalité issu de l’article de Wikipédia en anglais intitulé « Melvins discography » (voir la liste des auteurs).